# Count Basie

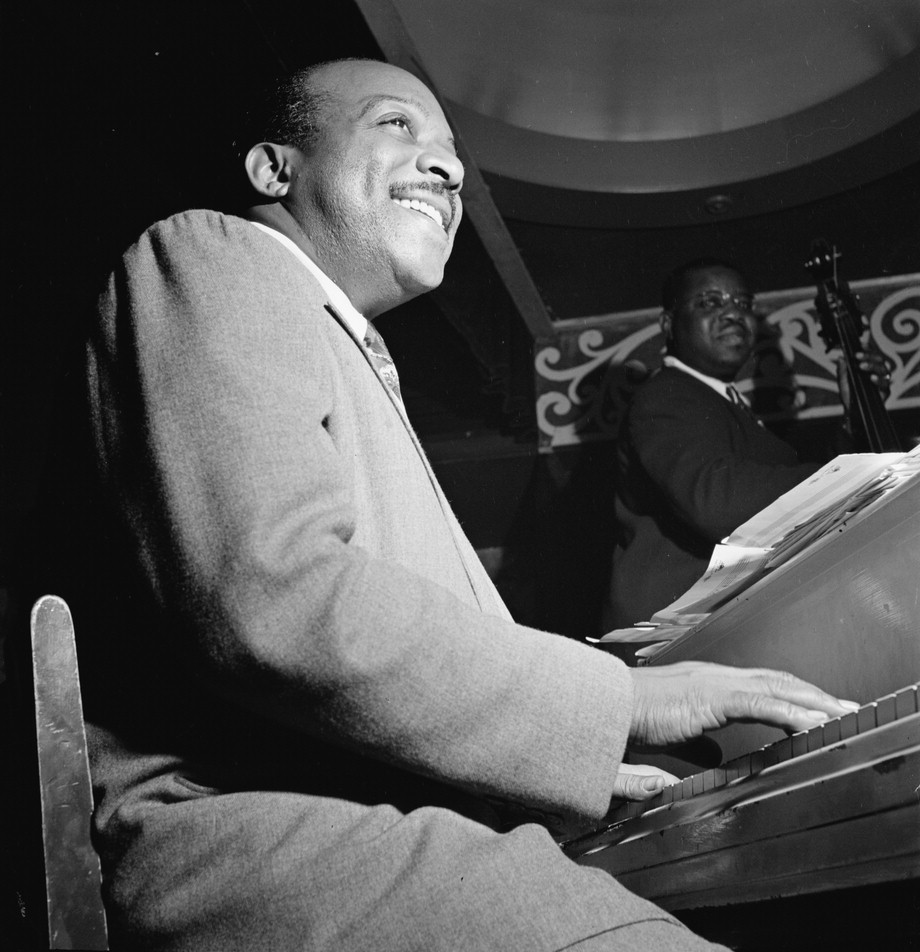
Count Basie bei einem Auftritt im New Yorker Jazzclub Aquarium, ca. 1947.
Fotografie von William P. Gottlieb.

Count Basie, geboren als William Allen Basie (* 21. August 1904 in Red Bank, New Jersey; † 26. April 1984 in Hollywood, Florida) war ein US-amerikanischer Jazz-Pianist, Organist, Komponist und einer der bedeutendsten Bandleader des Swing.
Basie wurde als letzter der großen Pianisten-Bandleader populär. Ihm gelang es trotz instabiler Marktverhältnisse, – mit Ausnahme der Jahre 1950/51 – durchgehend ein großes Orchester zu beschäftigen. Fast 50 Jahre lang leitete er das Count Basie Orchestra, durch das viele Musiker wie die Tenorsaxophonisten Lester Young und Herschel Evans, die Trompeter Buck Clayton und Sweets Edison bekannt wurden und mit Sängern wie Jimmy Rushing, Helen Humes, Joe Williams, Frank Sinatra, Judy Garland, Bing Crosby, Ella Fitzgerald, Tony Bennett und Sammy Davis Jr. auftraten. Er erreichte noch 1980 ein Publikum aus mehreren Generationen. Die Erkennungsmelodien von Basie waren One O’Clock Jump und April in Paris.

## Leben

### Jugendjahre
Basies Vater, Harvey Lee Basie, arbeitete als Kutscher und Hausmeister für einen Juristen, seine Mutter hieß Lilly Ann Childs Basie. Sein Bruder, acht Jahre älter als er selbst, verstarb, als Basie noch im Kindesalter war. Sein Vater spielte Mellophon, eine Art Horn; seinen ersten Klavier-Unterricht erhielt er von der Mutter am häuslichen Piano. Später nahm Basie Klavierstunden bei einer „Miss Vandevere“. Er spielte kurzzeitig als Schlagzeuger und bildete sich autodidaktisch in New Jersey und New York City weiter.
Sein Klavierspiel wurde vom drei Monate älteren Thomas „Fats“ Waller beeinflusst, den er regelmäßig Mitte der 1920er im Lincoln Theatre in Harlem besuchte, wo Waller Stummfilme an der Wurlitzer-Orgel begleitete. Waller ließ Basie erst das Pedal spielen und leitete ihn dann weiter zur Filmbegleitung an, bis er sich von ihm zeitweise ablösen ließ, während er Pinochle spielte. Waller erklärte ihm langsam die Verteilung von farbgebender Begleitung und freier Themenarbeit auf den zwei Manualen sowie die „Stops“. Als Jugendlicher half er im „Palace Theater“ in Red Bank aus, um sich etwas dazu zu verdienen. Als eines Abends der Pianist des Theaters nicht auftauchte, wurde Basie kurzerhand ans Klavier gesetzt und untermalte fortan Stummfilme musikalisch. Auch spielte er mit der Band von Elmer Snowden und mit June Clark.

### Karriere im Zeitalter des Swing
Mehrere Jahre lang tourte der junge Bill Basie, wie er damals genannt wurde, durch die Varietés als Solokünstler, an der Seite von Bluessängern wie Katie Crippen oder Gonzelle White und Theatergruppen (T.O.B.A). 1928 kam er zu Walter Pages „Blue Devils“, und im folgenden Jahr wurde er Arrangeur und zweiter Pianist der Bennie-Moten-Band in Kansas City (Missouri). 1933 stimmten die Musiker von Motens Band über den Bandleader ab und wählten Basie. Er gründete mit den „Motenverrätern“ 1933 seine eigene Band Count Basie and His Cherry Blossom Orchestra (nach dem gleichnamigen Club im ehemaligen Eblon Theatre). Moten hatte weiter eine eigene Band. Allerdings wurde Basies Band immer kleiner, bis nur noch Jo Jones und er selber übrig blieben. 1935 spielte Basie wieder bei Moten. Nach dem Tod Motens 1935 verließ Basie die Band, stellte seine eigene zusammen und startete seine Karriere als „Count Basie“. Im Januar 1937 entstanden Basies erste Aufnahmen unter eigenem Namen – aus Kontraktgründen für Columbia unter der Bezeichnung Jones Smith Inc. Seine eigene Big Band, die zum größten Teil aus Motens Musikern bestand, wurde in den nächsten Jahren (ab 1938) mit ihren Hits in den nationalen Charts bei Decca, OkeH, Vocalion und Columbia schnell überregional populär; ihr erster Hit war 1937 One O’Clock Jump. Das Material dieser ersten Basieband bestand vorwiegend aus Headarrangements von Bluesthemen. Die ersten Arrangements steuerte Eddie Durham (Topsy, John’s Idea) bei, der damit anfing einen Basie-Stil zu entwickeln. Zur Band gehörten u. a. Lester Young und Herschel Evans (ts), Earle Warren (as), Buck Clayton und Harry Sweets Edison (tp), Dicky Wells (tb), Freddie Green (git), Walter Page (b) und Jo Jones (dr). Doppelkonzerte und Big-Band-Battles waren Ende der 1930er- bzw. Anfang der 1940er-Jahre gefragt. Ein bekanntes Big-Band-Battle fand anschließend an demselben Tag des berühmten Bennie Goodmans Carnegie Hall Konzert 1938 am 16. Januar 1938 im Savoy Ballroom zwischen dem Basie Orchestra und dem Orchester von Chick Webb statt (Basie spielte an diesem Abend 2 Konzerte), aus dem Basie mit seiner Band als Sieger hervorging. Charakteristisch war der Big-Band-Stil der Basie-Formationen, der sich durch eine sehr traditionsbewusste und eng an Blues und Boogie-Woogie orientierte Spielweise der Swingmusik auszeichnete. Die jeweiligen Rhythmusgruppen waren berühmt für ihre exzeptionelle Qualität und Prägnanz (die Bezeichnung All American Rhythm Section von Paul Whiteman für die Rhythmusgruppe der Old Testament Band aus Basie, Freddie Green, Jo Jones und Walter Page blieb haften). Basies Klavierstil selbst blieb seiner Tradition als Music-Hall-Pianist weitgehend treu, indem er einen improvisatorischen, sparsamen Ansatz pflegte, der stets im Dienste des Ensembles stand. Nur selten gab er ein virtuoses Solo.

### Zenit mit Schwierigkeiten
Aus wirtschaftlichen Gründen musste Basie seine Big Band Ende 1949 auflösen. Sie wurde Anfang 1950 durch ein Septett ersetzt. Darin spielten neben Count Basie der Trompeter Clark Terry, der Saxofonist Charlie Rouse, der Klarinettist Buddy DeFranco, der Gitarrist Freddie Green, der Bassist Jimmy Lewis und der Schlagzeuger Gus Johnson. Die Big-Band-Ära ging allmählich zu Ende, doch formte Basie 1952 eine neue Band, die „New Testament Band“ mit Marshall Royal (as) als Konzertmeister, Eddie Lockjaw Davis (ts), Joe Newman (tp) und Paul Quinichette (ts). Dank neuer Arrangeure und Jazzberühmtheiten wie Thad Jones (tp), Frank Wess und Frank Foster (ts) ('The two Franks') und Henry Coker (tb) gelang ihm mit der neuen Formation ein grandioses Comeback. Der bewegliche Sound mit den blockartigen Ensemblepassagen war für die spätere Band typisch. Der frühe und ehemals erfolgreiche Sound des Kansas City Jazz kam 1949 beim Publikum nicht mehr an. Ein Beispiel für diesen frühen Sound gibt die Jamsession auf Bennie Goodmans Carnegie Hall Konzert 1938. Sie ist qualitativ nicht besonders herausragend. Gunther Schuller beschreibt einen weiteren Unterschied: „Die frühe Basie-Band schwebte auf der Rhythmusgruppe, die neue wurzelte in ihr.“ Basie behielt allerdings seinen Anspruch an die Musiker: „Ich will, daß diese vier Trompeten und drei Posaunen richtig zupacken. Aber mit soviel Geschmack und Gefühl, wie es die drei Blechbläser taten, die ich in Kansas City hatte …“
Das Vakuum, das Anfang der 1950er Jahre fehlende Solisten hinterließen, füllten die Arrangeure, die der Basie-Band der zweiten Phase ihr Profil gaben. Als Komponisten und Arrangeure prägten den späteren Sound und das Repertoire Ernie Wilkins mit z. B. Sixteen Man, Frank Foster mit Blues Backstage, Thad Jones und Quincy Jones. Von außen brachte unter anderen Neal Hefti schöne Stücke ins Programm, die etwas anders waren und nicht dem Stil der Basie Band entsprachen, aber sehr musikalisch. Von Hefti ist zum Beispiel Li’l Darling ein Standard geworden. Neal Hefti konnte auf Arrangements der ersten Band von 1938 zurückgreifen wie Jumpin’ at the Woodside oder Every Tub. Die Poll-Ergebnisse der 1950er Jahre zeigten, dass diese Strategie aufging. Basie gewann die Kritikerpolls des Down Beat zwischen 1954 und 1957 und die Leser-Polls 1955 und 1957. In der ersten Hälfte der 1960er Jahre fanden mehrere Europa-Tourneen und Festival-Auftritte statt; 1963 spielte Basie in Japan in ausverkauften Sälen. 1965 trat Basie auf dem Newport Jazz Festival mit Frank Sinatra auf und spielte in der Folgezeit einige poporientierte Alben ein, beispielsweise Pop Goes the Basie oder Basie on the Beatles (1970).

### Späteres Leben

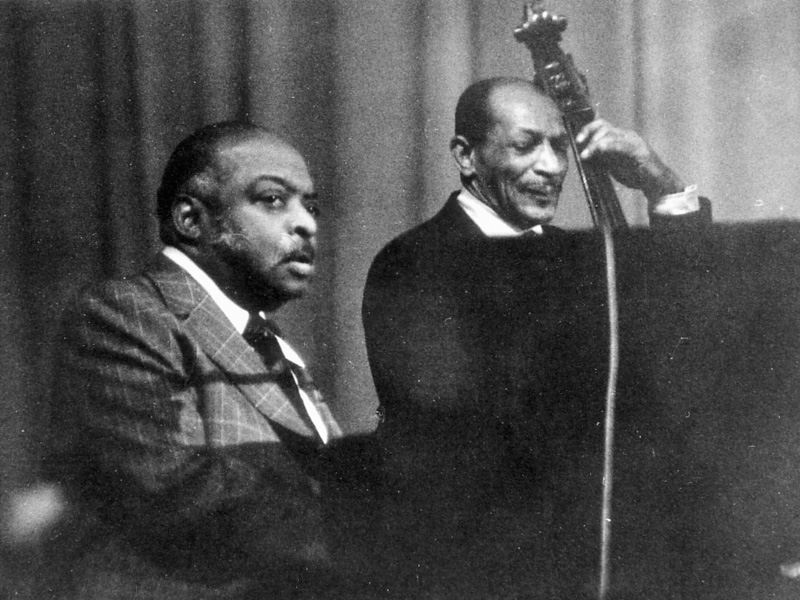
Count Basie (links) 1975 während eines Konzerts in Köln

Der Spitzname „Count“, zu deutsch „Graf“, wurde ihm aus werbestrategischen Gründen von einem Radiomoderator gegeben: In den frühen Jahren des Jazz waren solche „aristokratischen“ Übernamen sehr beliebt (Joe „King“ Oliver, Edward „Duke“ Ellington oder Bessie Smith, die „Kaiserin des Blues“). Basie lehnte den „Adelstitel“ ab und zog es vor, von Freunden und den Musikern seiner Band als „Bill“ oder „Base“ angeredet zu werden.
Basie nahm in den 1970er Jahren zwei Alben mit Ella Fitzgerald auf, spielte unter anderem auf dem Montreux Jazz Festival eine Reihe Konzerte in kleinen Besetzungen, die auch veröffentlicht wurden, gewann mehrere Grammy Awards und tourte weiterhin – für Big Bands damals durchaus ungewöhnlich – international. Seit 1976 zwang ihn seine Herzkrankheit häufiger in den Rollstuhl. 1977 setzte er die Reihe seiner Newport-Auftritte fort und begann, mit Albert Murray seine Erinnerungen aufzuschreiben (die Autobiografie erschien erst posthum 1985 unter dem Titel Good Morning Blues bei Random House). 1979 wurde der biographische Dokumentarfilm »To the Count of Basie« mit Kommentaren von Annie Ross aufgeführt. 1980 startete der Bandleader seine letzte Europa-Tournee. Im selben Jahr wurde er für seine Beiträge zur amerikanischen Musik mit dem Achievement in Life Award der Encyclopædia Britannica geehrt. Auch bekam er in seinen letzten Lebensjahren mehrere Ehrendoktorwürden verliehen. Er starb kurz nach dem Tod seiner Gattin an Krebs.
Basie war Freimaurer der Wisdom Lodge No. 102 in Chicago, Illinois, USA.
1985 verlieh US-Präsident Ronald Reagan Basie posthum die Freiheitsmedaille („The Presidential Medal of Freedom“), die höchste zivile Auszeichnung in den USA.

## Bedeutung
Basies Besonderheit war ein gewisser Minimalismus; seine Musik kam ohne komplizierte Harmonien und melodische Labyrinthe aus. Er zeigte, dass eine große Gruppe mit der
Gelöstheit einer kleinen swingen kann. In seinen Bands, deren rhythmische Kraft und Einheit natürlich wirkten, versammelte er dennoch außergewöhnliche Solisten. Als Pianist wirkte er in seiner Band als „rhythmischer Katalysator“ (Johnny Mandel) mit Gespür für das richtige Tempo, der so seine Musiker motivierte. „Durch extreme Ökonomie“ setzte er am Klavier wirkungsvolle Akzente und schuf mit raffinierten Pausen Spannung.
Keimzelle von Basies verschiedenen Bands waren die Rhythmusgruppen mit ihrem charakteristischen, federnden Beat. Basie begriff Riffs als thematisches Material (und nicht als Zierrat im Arrangement). Mit kurzen Riffs in der Struktur von Call and Response und extremer dynamischer Differenzierung stilisierte er die Tradition des Kansas City Jazz.
Basie entdeckte nicht nur einige der besten Bluessänger wie Billie Holiday, Jimmy Rushing, Joe Turner und Joe Williams, sondern begleitete auch zahlreiche Sänger wie z. B. Frank Sinatra, Sammy Davis Jr., Ray Charles, Tony Bennett und Sängerinnen wie Helen Humes, Ella Fitzgerald und Sarah Vaughan. Als Arrangeure arbeiteten für ihn Benny Carter, Ernie Wilkins, Quincy Jones, den er auch als Manager entdeckte, Thad Jones, Neal Hefti, Bill Holman, Sammy Nestico und Frank Foster. Nach dem Tod Jimmy Dorseys 1957 übernahm Basie nicht nur viele Arrangements, die Neal Hefti, Ernie Wilkins und Thad Jones für die Dorsey Band geschrieben hatten, sondern auch deren bedeutendste Musiker – allen voran die Trompeter Paul Cohen und Charlie Shavers. Weitere Mitglieder der Basie Band waren (außer den oben genannten) u. a.: Eddie Jones (b), John Clayton (b), Preston Love (as), Reunald Jones (tp), Al Grey (tb), Cleveland Eaton (b), Dennis Rowland, Charles Turner und Chris Murrell.
Nach seinem Tod am 26. April 1984 übernahmen Thad Jones, Frank Foster und später Grover Mitchell die Leitung der Big Band; das Count Basie Orchestra existiert bis heute und wird, nach dem Ausscheiden von Bill Hughes 2010, von dem letzten durch Count Basie 1983 persönlich eingestellten Schlagzeuger Dennis Mackrel geleitet.
Zur weiteren Bandgeschichte siehe Count Basie Orchestra.

## Werke

### Diskographische Hinweise
Die frühen Titel Basies aus der Schellack-Ära seit 1937 bei Decca, OkeH, Vocalion und Columbia sind auf den Alben der Firmen Classics und Hep dokumentiert.

Hervorhebenswert aus der umfänglichen Diskographie sind die Alben:
- Lester Leaps In (EPIC – 1936–1940) mit Buck Clayton, Harry Edison, Dicky Wells, Benny Morton, Earle Warren, Lester Young, Herschel Evans, Freddie Green, Walter Page, Jo Jones, Helen Humes, Jimmy Rushing, Carl Smith, Vic Dickenson, Metronome All Stars, Buddy Tate, Don Byas, Kenny Clarke, Lucky Thompson, Illinois Jacquet, Joe Newman, Jay Jay Johnson, Paul Gonsalves
- Super Chief (2-LPs CBS John Hammond Collection 1936–1942) – Buck Clayton, Harry Edison, Harry James, Edmond Hall, Dicky Wells, Benny Morton, Earle Warren, Lester Young, Herschel Evans, Don Byas, Buddy Tate, Freddie Green, Walter Page, Jo Jones, Helen Humes, Jimmy Rushing u.v. a.
- Count Basie and his Orchestra (Brunswick – 1937–1939) mit Buck Clayton, Eddie Durham, Lester Young, Herschel Evans, Freddie Green, Walter Page, Jo Jones, Helen Humes, Jimmy Rushing, Harry Edison, Shad Collins,
- Count Basie – Chapter 1 to 6 (Queendisc – 1937–1947) mit Buck Clayton, Harry Edison, Dicky Wells, Benny Morton, Earle Warren, Lester Young, Herschel Evans, Freddie Green, Walter Page, Jo Jones, Helen Humes, Jimmy Rushing,
- At the Savoy Ballroom(Sagapan – 1937) mit Buck Clayton, Eddie Durham, Herschel Evans, Lester Young, Freddie Green, Walter Page, Jo Jones, Jimmy Rushing, Billie Holiday
- Count Basie & his Orchestra (Jazz Anthology – 1937/1938) mit Buck Clayton, Harry Edison, Dicky Wells, Benny Morton, Earle Warren, Lester Young, Herschel Evans, Freddie Green, Walter Page, Jo Jones, Helen Humes, Jimmy Rushing,
- Swinging the Blues (Decca – 1937–1939) mit Carl Smith, Buck Clayton, Herschel Evans, Lester Young, Claude Williams, Walter Page, Jo Jones, Earle Warren, Freddie Green, Harry Edison, Benny Morton, Jimmy Rushing
- Stompin’ at the Savoy (Collectors Classic 8 – 1937) mit Buck Clayton, Herschel Evans, Lester Young, Claude Williams, Walter Page, Jo Jones – Side 2: Coleman Hawkins and his Orchestra
- The Original American Decca Recordings 1937–1939 (MCA/GRP, 1937–39)
- The Count Basie Quartett (Jazz Museum – 1938/1939) mit Freddie Green, Walter Page, Jo Jones
- The Savory Collection 1935–1940 (Mosaic Records, Livemitschnitte des Basie-Orchesters aus den Jahren 1938–40)
- Let’s Go To Prez (Epic – 1939–1940) mit Buck Clayton, Harry Edison, Benny Morton, Dickie Wells, Lester Young, Buddy Tate, Freddie Green, Walter Page, Jo Jones, Vic Dickenson, Jimmy Rushing, Helen Humes
- From Southland Cafe, Boston (Collectors Classic 11 – 1940) mit Buck Clayton, Harry Edison, Vic Dickenson, Dickie Wells, Lester Young, Buddy Tate – Side 2: Chick Webb
- Enregistrements 1941 (Columbia 1941) mit Buck Clayton, Harry Edison, Dickie Wells, Buddy Tate, Don Byas, Freddie Green, Walter Page, Jo Jones, Kenny Clarke
- Cafe Society Uptown – Vol.1 & 2 (Jazz Unlimited 4 & 5 – 1941) mit Buck Clayton, Harry Edison, Dickie Wells, Earle Warren, Tab Smith, Buddy Tate, Don Byas, Freddie Green, Walter Page, Jo Jones, Jimmy Rushing
- Blues by Basie (Tax – 1942) mit Buck Clayton, Harry Edison, Dickie Wells, Don Byas, Freddie Green, Walter Page, Jo Jones, Jimmy Rushing – Arr. u. a. Hugo Winterhalter
- Basie’s Best (Columbia – 1942–1946) mit Buck Clayton, Harry Edison, Dickie Wells, Don Byas, Buddy Tate, Freddie Green, Walter Page, Jo Jones, Jimmy Rushing, Illinois Jacquet, Joe Newman,
- Basie Boogie (CBS – 1942–1951) mit Buck Clayton, Harry Edison, Dickie Wells, Tab Smith, Don Byas, Buddy Tate, Freddie Green, Walter Page, Jo Jones, Joe Newman, Jay Jay Johnson, Illinois Jacquet, Snooky Young, Paul Gonsalves, Al Porcino, Clark Terry, Wardell Gray, Lucky Thompson, Billy Mitchell,
- The V-Discs (Official – 1943–1945) mit Buck Clayton, Harry Edison, Dickie Wells, Tab Smith, Don Byas, Buddy Tate, Freddie Green, Walter Page, Jo Jones, Joe Newman, Rodney Richardson, Roy Eldridge, Illinois Jacquet, Buddy Rich, Oscar Pettiford, Jimmy Rushing
- Count Basie & his Orchestra (Jazz Anthology – 1944) mit Harry Edison, Joe Newman, Dickie Wells, Lester Young, Buddy Tate, Freddie Green, Walter Page, Jo Jones, Jimmy Rushing
- Big Basie (Queendisc – 1944) mit Harry Edison, Joe Newman, Dickie Wells, Lester Young, Buddy Tate, Freddie Green, Rodney Richardson, Jo Jones, Thelma Carpenter, Jimmy Rushing
- Super Count Basie (Jazz Anthologie – 1944/1945) mit Harry Edison, Joe Newman, Buck Clayton Dickie Wells, Lester Young, Buddy Tate, Freddie Green, Rodney Richardson, Shadow Wilson, Jimmy Rushing
- The Best of Count (Festival – 1944/1945) mit Harry Edison, Joe Newman, Dickie Wells, Lester Young, Buddy Tate, Freddie Green, Jo Jones, Lucky Thompson, Shadow Wilson, Buck Clayton, Jimmy Rushing, Taps Miller
- with Illinois Jacquet (Saga – 1944/1946) 1944 mit Harry Edison, Joe Newman, Dickie Wells, Earle Warren, Buddy Tate, Illinois Jacquet, Freddie Green, Buddy Rich, Jimmy Rushing – 1946 mit Harry Edison, Snooky Young, Emmett Berry, Buddy Tate, Illinois Jacquet, Freddie Green, Walter Page, Jo Jones, Jimmy Rushing, Clark Terry, Gerald Wilson,
- Count Basie & his Orchestra (Jazz Anthology 1945/46) mit Snooky Young, Emmett Berry, Harry Edison, Dickie Wells, Jay Jay Johnson, Illinois Jacquet, Buddy Tate, Freddie Green, Walter Page, Rodney Richardson, Jo Jones, Buddy Rich, Jimmy Rushing
- Count Basie (RCA – Black & White Vol. 4 & 15 & 53 – 1946 bis 1950)Emmett Berry, Harry Edison, George Matthews, Paul Gonsalves, Buddy Tate, Freddie Green, Walter Page, Jo Jones, Joe Newman, Clark Terry, Dickie Wells, Melba Liston, Jimmy Rushing, Georgie Auld, Gene Ammons
- Classic 1936-1947 Count Basie and Lester Young Studio Sessions (Mosaic, ed. 2016)
- Basie’s Basement (RCA 1947–49) mit Emmett Berry, Harry Edison, George Matthews, Paul Gonsalves, Buddy Tate, Freddie Green, Walter Page, Jo Jones, Clark Terry, Gerald Wilson, Jimmy Rushing
- The Count (Verve 1952) mit Joe Newman, Eddie Lockjaw Davis, Paul Quinichette, Ernie Wilkins, Freddie Green, Gus Johnson
- Live at Birdland (Jazz Anthologie – 1952) mit Lester Young, Joe Newman, Ernie Wilkins, Paul Quinichette, Eddie Lockjaw Davis, Freddie Green, Gene Ramey, Gus Johnson,
- Count Basie Jam Session (Verve – 1953) mit Stan Getz, Wardell Gray, Willie Smith, Buddy DeFranco, Freddie Green, John Simmons, Buddy Rich
- Ain’t it the Truth (Storyville 1954) - Klein-Besetzung mit Count Basie und Joe Newman, Henry Coker, Frank Wess, Frank Foster, Charlie Fowlkes, Freddie Green, Eddie Jones, Gus Johnson
- The Greatest! Joe Williams sings Standards (Verve 1956) mit Thad Jones, Joe Newman, Benny Powell, Frank Wess, Frank Foster, Freddie Green, Eddie Jones, Sonny Payne
- April in Paris (Verve, 1956) mit Wendell Culley, Reunald Jones, Thad Jones, Joe Newman, Henry Coker, Benny Powell, Marshall Royal, Frank Wess, Frank Foster, Charlie Fowlkes, Freddie Green, Eddie Jones, Sonny Payne, Joe Williams
- The Band of Distinction (Verve 1956) mit Joe Newman, Thad Jones, Henry Coker, Frank Wess, Frank Foster, Charlie Fowlkes, Eddie Jones
- Count Basie Swings, Joe Williams Sings (Verve, 1955/56) mit Joe Newman, Thad Jones, Benny Powell, Marshall Royal, Frank Wess, Frank Foster, Freddie Green, Eddie Jones, Sonny Payne – Arr. Frank Foster, Ernie Wilkins
- Count Basie at Newport (Verve – 1957) mit Wendell Culley, Reunald Jones, Thad Jones, Joe Newman, Henry Coker, Benny Powell, Marshall Royal, Frank Wess, Frank Foster, Charlie Fowlkes, Freddie Green, Eddie Jones, Sonny Payne, Lester Young, Jimmy Rushing, Jo Jones
- The Atomic Mr. Basie (Roulette – 1957) mit Thad Jones, Joe Newman, Snooky Young, Wendell Culley, Henry Coker, Al Grey, Benny Powell, Marshall Royal, Frank Wess, Frank Foster, Eddie Lockjaw Davis, Charlie Fowlkes, Freddie Green, Eddie Jones, Sonny Payne, Joe Williams – Arr.: Neal Hefti
- Count on the Coast, Vol. 1 & 2 (Phontastic – 1958) mit Thad Jones, Snooky Young, Wendell Culley, Joe Newman, Benny Powell, Henry Coker, Al Grey, Frank Wess, Marshall Royal, Billy Mitchell, Frank Foster, Charlie Fowlkes, Freddie Green, Eddie Jones, Sonny Payne, Joe Williams
- One More Time (Roulette – 1958) mit Snooky Young, Joe Newman, Thad Jones, Al Grey, Marshall Royal, Frank Wess, Frank Foster, Billy Mitchell, Charlie Fowlkes, Freddie Green, Eddie Jones, Sonny Payne – Arr.: Quincy Jones
- Some Rusty Dusty Blues (Roulette 1958–1961) mit Joe Williams, Dave Lambert, Jon Hendricks, Annie Ross, Thad Jones, Joe Newman, Al Grey, Frank Wess, Frank Foster, Freddie Green, Eddie Jones, Sonny Payne, Harry Edison
- Memories Ad-Lib (Columbia – 1958) mit Joe Williams, Harry Edison, Freddie Green, George Duvivier, Jimmy Crawford
- Count Basie with Tony Bennett (Roulette – 1959)
- Breakfast dance and Barbecue (Roulette, 1959) mit Joe Newman, Wendell Culley, Snooky Young, Thad Jones, Henry Coker, Benny Powell, Al Grey, Marshall Royal, Frank Wess, Frank Foster, Billy Mitchell, Charlie Fowlkes, Freddie Green, Eddie Jones, Sonny Payne, Joe Williams
- The Great Concert (Festival – London 1960) mit Wallace Davenport, Al Grey, Marshall Royal, Eddie Lockjaw Davis, Eric Dixon, Freddie Green, Rufus Jones
- And the Kansas City 7 (Impulse – 1962) mit Thad Jones, Frank Wess, Eric Dixon, Freddie Green, Eddie Jones, Sonny Payne, Frank Foster
- On My Way & Shoutin' Again (Verve – 1962) mit Thad Jones, Al Aarons, Ernie Royal, Grover Mitchell, Henry Coker, Eric Dixon, Frank Wess, Frank Foster, Freddie Green, Buddy Catlett, Sonny Payne
- Count Basie (Metro – um 1962) mit Joe Newman, Thad Jones, Frank Wess, Frank Foster – Arr.: Neal Hefti
- More Hits of the 50's and 60's (Verve – 1963) mit Snooky Young, Grover Mitchell, Urbie Green, Marshall Royal, Eric Dixon, Frank Wess, Frank Foster, Freddie Green, Buddy Catlett, Sonny Payne
- Basieland (Verve 1963) mit Al Aarons, Marshall Royal, Eric Dixon, Frank Wess, Frank Foster – Arr.: Billy Byers
- Count Basie & Sammy Davis Jr. (Verve – 1964): Sonny Cohn, Al Aarons, Wallace Davenport, Joe Newman, Snooky Young, Grover Mitchell, Marshall Royal, Frank Wess, Sal Nistico, Eric Dixon, Charlie Fowlkes, Freddie Green, Ray Brown, Sonny Payne, Arr.: Quincy Jones
- Straight Ahead (GRP, 1968) mit Oscar Brashear, Richard Boone, Marshall Royal, Eddie Lockjaw Davis, Charlie Fowlkes, Freddie Green, Harold Jones
- Live in Antibes (Live in France – 1968) mit Oscar Brashear, Grover Mitchell, Richard Boone, Eric Dixon, Eddie Lockjaw Davis, Freddie Green, Harold Jones
- Count Basie & Kay Starr (Gold Star 1968) – Dick Hyman arr & cond
- Basic Basie (MPS – 1969) mit Oscar Brashear, Grover Mitchell, Marshall Royal, Eric Dixon, Eddie Lockjaw Davis, Bobby Plater, Freddie Green, Harold Jones – Arr.: Chico O’Farrill,
- Standing Ovation (Jasmine 1969) mit Harry Edison Grover Mitchell, Richard Boone, Marshall Royal, Eddie Lockjaw Davis, Eric Dixon, Harold Jones, Arr.: Chico O’Farrill, Sammy Nestico
- Count Basie & Roy Eldridge (Pablo 1972) mit Al Grey, Eddie Lockjaw Davis, Freddie Green, Harold Jones
- The songs of Bessie Smith (Philips – 1973) mit Teresa Brewer, Eric Dixon – Arr.: Thad Jones
- Basie Jam (Pablo 1973) mit Harry Edison, Jay Jay Johnson, Eddie Lockjaw Davis, Zoot Sims, Irving Ashby, Ray Brown, Louie Bellson
- The Bosses – Joe Turner/Count Basie (Pablo 1973) mit Harry Edison, Jay Jay Johnson, Eddie Lockjaw Davis, Zoot Sims, Irving Ashby, Ray Brown, Louie Bellson
- Oscar Peterson and Count Basie – Satch and Josh (Pablo – 1974) mit Freddie Green, Ray Brown, Louie Bellson
- For the First Time – the Count Basie Trio (Pablo – 1974) mit Ray Brown, Louie Bellson
- Basie and Zoot (Pablo Records/OJC, 1975) mit Zoot Sims, John Heard, Louie Bellson
- Basie Big Band (Pablo – 1975) mit Pete Minger, Al Grey, Curtis Fuller, Jimmy Forrest, Eric Dixon, Charlie Fowlkes, Freddie Green, John Duke, Butch Miles
- Basie Jam #3 (Pablo – 1976) mit Clark Terry, Al Grey, Benny Carter, Eddie Lockjaw Davis, Joe Pass, John Heard, Louie Bellson,
- Oscar Peterson and Count Basie – Satch and Josh....again (Pablo – 1977) mit John Heard, Louie Bellson
- Count Basie Jam (Pablo – 1977) mit Roy Eldridge, Vic Dickenson, Al Grey, Benny Carter, Zoot Sims, Ray Brown, Jimmie Smith,
- Milt Jackson & Count Basie (Pablo Vol. 1 & 2 – 1978) mit Wayman Reed, Pete Minger, Mel Wanzo, Eric Dixon, Charlie Fowlkes, Freddie Green, John Clayton, Butch Miles
- Get Together (Pablo 1979) mit Clark Terry, Harry Edison, Eddie Lockjaw Davis, Budd Johnson, Freddie Green, John Clayton, Gus Johnson
- Basie and Ella Fitzgerald (Pablo – 1980) mit Sonny Cohn, Pete Minger, Bootie Wood, Eric Dixon, Charlie Fowlkes, Paul Smith, Freddie Green, Keter Betts, Mickey Roker,
- Kansas City 7 (Pablo – 1980) mit Freddie Hubbard, Jay Jay Johnson, Eddie Lockjaw Davis, Joe Pass, John Heard, Jake Hanna
- Kansas City 6 (Pablo – 1981) mit Willie Cook, Eddie „Cleanhead“ Vinson, Joe Pass, Niels-Henning Ørsted Pedersen, Louie Bellson

### Bekannte Singles
Hauptartikel: Liste der Top-30-Schellackplatten des Count Basie Orchestra
- April in Paris
- Basie Boogie
- Bugle Blues
- Cute
- Dance of the Gremlins
- Flight of the Foo-Birds
- Green Onions
- I’ll Always Be in Love with You
- Jive at Five
- Jumpin’ at the Woodside
- Lil’ Darlin
- Little Pony
- Midgets
- Moten Swing
- One O’Clock Jump
- Plymouth Rock
- Rock-a-Bye Basie
- Shiny Stockings
- Shoe Shine Boy
- Shout and Feel It
- Splanky
- Sleepwalker’s Serenade
- Swing Brother Swing
- Swinging the Blues
- The Count Steps in
- The Kid from Red Bank
- The Me and You That Used to Be
- They Can’t Take That Away from Me
- When My Dreamboat Comes Home
- Whirly Bird

## Grammys
| Count Basie Grammy Historie |                                                   |                                               |       |          |
| Jahr                        | Kategorie                                         | Titel                                         | Genre | Resultat |
| 1982                        | Best Jazz Instrumental Performance, Big Band      | Warm Breeze                                   | Jazz  | Sieger   |
| 1984                        | Best Jazz Instrumental Performance, Big Band      | 88 Basie Street                               | Jazz  | Sieger   |
| 1980                        | Best Jazz Instrumental Performance, Big Band      | On The Road                                   | Jazz  | Sieger   |
| 1977                        | Best Jazz Performance By A Big Band               | Prime Time                                    | Jazz  | Sieger   |
| 1976                        | Best Jazz Performance By A Soloist (Instrumental) | Basie And Zoot                                | Jazz  | Sieger   |
| 1963                        | Best Performance By An Orchestra - For Dancing    | This Time By Basie! Hits Of The 50's And 60's | Pop   | Sieger   |
| 1960                        | Best Performance By A Band For Dancing            | Dance With Basie                              | Pop   | Sieger   |
| 1958                        | Best Performance By A Dance Band                  | Basie                                         | Pop   | Sieger   |
| 1958                        | Best Jazz Performance, Group                      | Basie                                         | Jazz  | Sieger   |

### Grammy Hall of Fame
Vier Titel wurden in die Grammy Hall of Fame aufgenommen, einer speziellen Auszeichnung für Aufnahmen, die mindestens 25 Jahre alt sind und eine qualitative oder historische Signifikanz aufweisen.
| Count Basie Grammy Hall of Fame Auszeichnungen |                            |               |          |                              |
| Jahr der Aufnahme                              | Titel                      | Genre         | Label    | Aufnahme in die Hall of Fame |
| 1939                                           | Lester Leaps In            | Jazz (Single) | Vocalion | 2005                         |
| 1955                                           | Every Day I Have the Blues | Jazz (Single) | Clef     | 1992                         |
| 1955                                           | April in Paris             | Jazz (Single) | Clef     | 1985                         |
| 1937                                           | One O’Clock Jump           | Jazz (Single) | Decca    | 1979                         |

## Auszeichnungen und Ehrungen

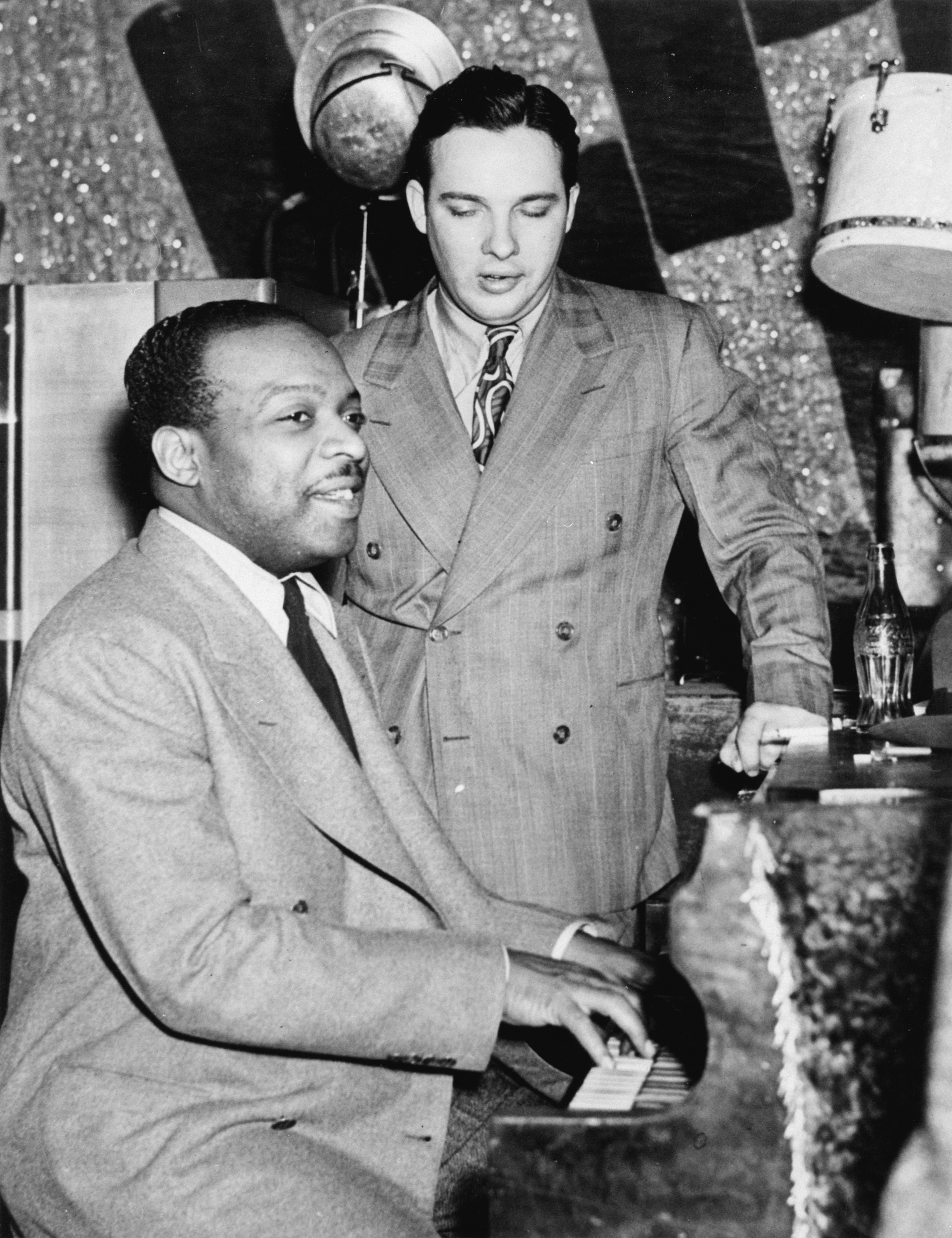
Count Basie und Bob Crosby, ca. 1941.
Fotografie von William P. Gottlieb.

Am 23. Mai 1985 wurde Count Baise posthum von Ronald Reagan mit der Presidential Medal of Freedom ausgezeichnet. Die Auszeichnung wurde von seinem Sohn Aaron Woodward entgegengenommen.
Am 11. September 1996 gab das U.S. Post Office eine 32-Cent-Briefmarke von Basie als Teil einer Big Band Leader Ausgabe als Teil einer Legends of American Music Serie heraus.
Am 8. November 2019 wurde ein Asteroid nach ihm benannt: (35394) Countbasie.
| Geschichte der Count Basie Auszeichnungen |                                   |              |
| Jahr                                      | Kategorie                         | Auszeichnung |
| 2007                                      | Long Island Music Hall of Fame    | Aufgenommen  |
| 2005                                      | Nesuhi Ertegün Jazz Hall of Fame  | Aufgenommen  |
| 2002                                      | Grammy Lifetime Achievement Award | Gewinner     |
| 1983                                      | NEA Jazz Masters                  | Gewinner     |
| 1981                                      | Grammy Trustees Award             | Gewinner     |
| 1981                                      | Kennedy Center Honors             | Preisträger  |
| späte 1970er                              | Hollywood Walk of Fame            | Preisträger  |
| 1958                                      | Down Beat Jazz Hall of Fame       | Aufgenommen  |

## Besondere Titel
Der Song Blues in Hoss’ Flat von dem Album Chairman of the Board dient Jerry Lewis im Film Der Bürotrottel als musikalische Grundlage für seine Pantomime als Firmenchef bei einer Aufsichtsratssitzung.
1958 komponierte er die Titelmelodie für die Fernsehserie M-Squad, was als große Ehre galt, da die Basie-Band die erste schwarze Band war, die in dieser Weise beim Fernsehen erfolgreich war, aber schlecht bezahlt wurde. Die Produzenten wollten nach dem Erfolg des Peter Gunn Themas von Henry Mancini Jazz-Musik für die weiteren Folgen als Ersatz für die Titelmusik von Stanley Wilson. Basie komponierte das Thema als Head-Arrangement auf Basis eines Blues in C-Dur fast aus dem Stand. Die Musik wurde auch in der Parodie Die nackte Pistole verwendet.
Im Jahr 2005 wurde der Count Basie Song One O’Clock Jump vom Ausschuss für National Recording Preservation in das United States National Recording Registry der Library of Congress aufgenommen. Der Ausschuss wählt dazu jährlich Lieder von kultureller, historischer oder ästhetischer Signifikanz aus.

## Filmografie
- 1950: Sugar Chile Robinson, Billie Holiday, Count Basie and His Sextet
- 1960: Aschenblödel (Cinderfella)
- 1974: Der wilde wilde Westen (Blazing Saddles)